# Catedral metropolitana de Santiago Apóstol (Managua)
La Catedral Metropolitana de Santiago Apóstol de Managua o simplemente Antigua Catedral de Managua es un edificio de estilo neoclásico, de la ciudad de Managua, capital de Nicaragua que fue dañada por el terremoto del 23 de diciembre de 1972. Su fachada se asemeja a la de la Iglesia de Saint-Sulpice de París, Francia.

## Época colonial

### La Parroquia
La iglesia más antigua era la Parroquia, que se levantaba exactamente donde hoy esta la antigua Catedral. Este templo se encontraba en ruinas, por lo que el Presbítero Juan Antonio Chamorro solicitó permiso a Guatemala para derribarlo y reedificarlo. En 1781 cayó la iglesia colonial. Como pasaron cinco años y no se le resolvía nada, el cura Chamorro sufragó los gastos y con el trabajo de los indígenas de Tipitapa, hizo los cimientos, los que le costaron 1.178 pesos plata. El ingeniero José María Alexander hizo los planos en 1783 de orden del Presidente de la Audiencia. Incluyendo lo gastado por el padre Chamorro, la parroquia de Managua, aldea en ese entonces, costó 10.771.00 pesos plata. En ese entonces, Managua estaba reducida a ese cantón y sus habitantes escogieron ese lugar por la cercanía al lago Xolotlán que les proporcionaba sustento, con la pesca de sardinas y otros peces. La parroquia del cura Chamorro fue concluida en 1783, finales del siglo XVIII.

## Construcción
En 1912 el Papa San Pío X había creado la Arquidiócesis de Managua, las Diócesis  de León y Granada y el Vicariato Apostólico de Bluefields, pues hasta entonces la única sede episcopal era la de León.
Monseñor José Antonio Lezcano y Ortega fue nombrado Arzobispo de Managua y la Parroquia managüense, ubicada en el mismo sitio del actual edificio, fue elevada a la categoría de Catedral Metropolitana. Monseñor Lezcano, a semejanza del profeta Hageo se empeñó en la construcción de un nuevo edificio, así el antiguo templo fue demolido en 1925.
La primera piedra fue colocada el 5 de abril de 1925, en una sencilla ceremonia, por Monseñor Lezcano y el Presidente de Nicaragua Carlos José Solórzano; pero el primer diseño de la Catedral fue publicado el 10 de enero de 1926 y no satisfizo al Arzobispo pues consistía en una gran nave central y una torre de campanario separada, frente al templo. A Monseñor Lezcano le gustó la fotografía de una iglesia de Bélgica y le pidió al Ingeniero Pablo Dambach, de origen suizo, que diseñara los planos de la Catedral basándose en la foto de la iglesia belga; la armazón de hierro fue traída de Bélgica, por barco hacia Nicaragua y en el puerto de Corinto, departamento de Chinandega se la transportó por ferrocarril a Managua. Los trabajos de construcción de la Antigua Catedral iniciaron en 1928. Fue el primer edificio de esta magnitud construido de cemento armado en el país, tres años después del inicio de su construcción el 31 de marzo de 1931, Martes Santo, un terremoto de 6.0 grados en la escala Richter, destruyó la capital, pero no su armazón metálica la cual resistió el temblor. El edificio posee diseños arquitectónicos victorianos con réplicas europeas, de estilo renacentista y neoclásico.
El Congreso promulgó una ley de la Catedral, estableciendo un impuesto especial de un dólar por cada quintal de café, para destinar los fondos recaudados a la construcción del templo, contando con el apoyo del gobierno del General José María Moncada. El 1 de diciembre de 1938 se inauguró (siendo presidente el dictador General Anastasio Somoza García), pero no fue consagrada hasta el 24 de julio de 1946, durante la celebración del Centenario de la elevación de Managua a ciudad. La familia Somoza tenía un sitio especial para estar allí durante la celebración de las misas y los Te Deum. La Catedral Metropolitana de Santiago tenía una decoración suntuosa en el exterior e interior, entre ellos vitrales, nichos, altares de mármol, esculturas de bajo y alto relieve hechas por el escultor granadino Jorge Navas Cordonero, bóvedas iluminadas, etc.
En el libro del historiador nicaragüense Gratus Halftermeyer, Historia de Managua, con 4 ediciones en 1946, 1952, 1959 y 1964, dice en la página 128, de la tercera edición, lo siguiente sobre la construcción de la Catedral:

Antes del terremoto se principió a construir la nueva Catedral Metropolitana, cuya armazón de hierro fue hecha por el ingeniero belga [error del autor, era suizo] llegado especialmente al país para ese fin, don Pablo Dambach.

En la edición de noviembre de 1932 de la “Revista del Clero”, de León, órgano oficial de la Arquidiócesis de Managua y de las Diócesis de León, Granada y Matagalpa, a la página 7 bajo el mote “Acontecimiento”, textualmente dice: “Septiembre 19-Se canceló hoy, felizmente, la deuda con Les Atelier-Metallurgiques, de Nivelles, Bélgica, por la armazón metálica, de la Catedral capitalina, 89, 094.55 dólares. Acerca de la cual le anotan para sumarlos a la cantidad que antecede, los siguientes gastos relacionados con el precio total de la dicha armazón metálica:
Viaje del mecánico que la armó, venida y regreso de Europa $ 1.050.00. Aseguro del mismo contra accidente de trabajo $ 152.00. Pensión del mismo en 13 meses a razón de $ 300.00 cada mes, $ 3.900.00. Equipos de máquinas y cables para el trabajo $ 1.200.00. Total $ 95.351.55. Habiéndose economizado: la comisión en Corinto de la Casa Rodolfo d`Arbelles, que no cobró ni un centavo por el envío del millar de toneladas; los derechos de introducción de Aduana y Municipales que se dispensaron y el descuento del 50% del flete del ferrocarril Corinto-Managua”.

La Catedral ya está terminada y en funciones. Le faltan ornamentos y uno que otro detalle. Su construcción es de una elegancia arquitectónica inmejorable. Su costo total no puede decirse aún, pues se continúan los trabajos de remate. Sus torres están consagradas, la norte a San Pedro y la sur a San Pablo; el frente central al Salvador del mundo. Esta Catedral, embestida por un terremoto y cuya armazón quedó ilesa es ahora el orgullo de Managua. ¡Oh manos del Cura Chamorro! ¡Cuánto luchó por su vieja parroquia del siglo XVIII!

### Sus torres
Sus torres están consagradas, la norte a San Pedro y la sur a San Pablo; el frente central al Salvador del Mundo.
Esta Catedral, que sufrió la embestida de tres terremotos, en 1931, en 1972 y el más reciente de abril de 2014 y cuya armazón quedó ilesa, fue y es aún el orgullo de los pobladores de la Capital, constituyendo el signo distintivo de la ciudad.

## Monumentos
En la parte exterior de la Catedral, están las estatuas tamaño natural hechas en yeso por el escultor Jorge Navas Cordonero. Estas representan a los personajes siguientes:
- Reina Isabel la Católica.
- Almirante Cristóbal Colón, Descubridor del Nuevo Mundo.
- Capitán Francisco Hernández de Córdoba, fundador de las ciudades de Granada y León.
- Fray Bartolomé de las Casas, evangelizador y protector de los indios.
- Fray Antonio Margil de Jesús, evangelizador y protector de los indios.
- Rey Fernando VII, quien firmó la Cédula Real que declaró a Managua como Ciudad.
- Canónigo José Antonio Lezcano Morales, tío paterno de Monseñor Lezcano y Ortega.

## Acontecimientos en la historia de la Catedral
- El 1 de febrero de 1943 (día del cumpleaños de Somoza García) se celebró el matrimonio de su hija mayor Lillian Somoza Debayle con su pariente Guillermo Sevilla Sacasa. El padrino de la boda fue el Presidente de Costa Rica Rafael Calderón Guardia. Un año antes Lillian Somoza había sido coronada reina de la Guardia Nacional en este mismo edificio.[12]
- El 5 de diciembre de 1950, se efectuó el matrimonio de Anastasio Somoza Debayle, hijo del dictador General Anastasio Somoza García, y su prima Hope Portocarrero Debayle, día del cumpleaños número 25 del novio. El cortejo salió del Palacio Nacional (hoy Palacio de la Cultura) para entrar a la Catedral. Después de la boda el cortejo se trasladó al Palacio de Comunicaciones, inaugurándolo al instante, para celebrar una fiesta en la azotea. Fue el matrimonio más lujoso en la historia de América Central.[13][3]
- La muerte de Monseñor Lezcano el 6 de enero de 1952, su funeral en la cripta, ubicada debajo del Altar Mayor, y su sucesión por el obispo auxiliar coadjutor Monseñor Alejandro González y Robleto como Arzobispo de Managua, quien desempeñó este cargo hasta su muerte en 1968.[3]
- El 30 de septiembre de 1956 se celebró un responso por el alma de Somoza García con la presencia de sus restos llevados ese mismo día a Nicaragua (después de haber fallecido en Panamá el día anterior) a consecuencia del atentado que llevara a cabo en León el poeta opositor Rigoberto López Pérez la noche del 21 del mismo mes y año.
- Al día siguiente 1 de octubre se celebró una misa pontifical, de cuerpo presente, con la asistencia del alto clero nacional y el Nuncio Apostólico.
- El 16 de febrero de 1970 el Papa Pablo VI nombra como Arzobispo de Managua a Monseñor Miguel Obando y Bravo, quien hasta entonces era Obispo Auxiliar de Matagalpa desde hacía dos años 1968 y el 4 de abril del mismo año se le recibe en Managua y consagra como Arzobispo en la Catedral. Quince años después en 1985 se le eleva a la dignidad de cardenal por el Papa Juan Pablo II y este el 1 de abril de 2005 (un día antes de morir) le aceptó la renuncia, nombrando como Arzobispo a Monseñor Leopoldo Brenes, quien hasta entonces era Obispo de Matagalpa.
- El 26 de septiembre de ese mismo año, un grupo de universitarios, opuestos al régimen somocista, tomaron la Catedral para protestar contra las torturas que hacía el Gobierno contra sus opositores. El diario La Prensa lo calificó con el titular: Catedral tomada, protesta y campanas a rebato.[14]
- La noche del viernes 22 de diciembre de 1972 se efectuó una protesta, en el atrio, contra el Gobierno a causa del hambre causada por la sequía de ese año y para pedir la libertad de los presos políticos. La protesta estaba liderada por el padre Fernando Cardenal.[15] Pocas horas después a las 12:35 a. m. del siguiente día 23 de diciembre, el terremoto de 1972 de 6.2 grados en la escala de Richter y sus dos réplicas de 5.0 y 5.2 grados, a la 1:18 y 1:20 a. m. respectivamente, dañaron a la Catedral, quedando en abandono desde entonces.[16][3][17][18][19]
- Al mediodía del viernes 20 de julio de 1979, unas doscientas mil personas vieron desde la Catedral y sus alrededores el ingreso, a la Plaza de la República (rebautizada ese mismo día como Plaza de la Revolución), de la Junta de Gobierno de Reconstrucción Nacional (JGRN) conformada por Daniel Ortega Saavedra, Sergio Ramírez Mercado, Alfonso Robelo Callejas, Moisés Hassan Morales y Violeta Barrios de Chamorro, para celebrar el triunfo de la Revolución Sandinista y la rendición de la Guardia Nacional (GN) el día anterior, jueves 19 de julio. Las campanas de la Catedral sonaron sus repiques de alegría por el triunfo del pueblo y el Frente Sandinista de Liberación Nacional (FSLN) sobre el régimen de Anastasio Somoza Debayle, quien huyó del país 3 días antes la madrugada del martes 17.
- El 25 de abril de 1995 se celebró con una misa el V aniversario de la toma de posesión de doña Violeta Barrios de Chamorro.[8]
- El domingo 18 de abril de 1999 se celebró la boda de María Alejandra Alemán Cardenal (hija del entonces Presidente Arnoldo Alemán) con el ecuatoriano Alfredo Francisco Gallegos Sandoval celebrada por el Cardenal Obando.
- El 11 de agosto del mismo año, en un acto solemne, se sacaron los restos del General José Dolores Estrada Vado, Héroe Nacional y vencedor de los filibusteros estadounidenses en la batalla de San Jacinto el 14 de septiembre de 1856, para trasladarlos a su ciudad natal de Nandaime, departamento de Granada.[20]
- El 7 de diciembre de 2007 el presidente Daniel Ortega Saavedra celebró allí, por primera vez en su segundo periodo de gobierno, la gritería ocupando como altar el atrio y la escalinata del templo.

## Destrucción, saqueo y abandono
El terremoto de las 12:35 a. m. del 23 de diciembre de 1972 de 6,2 grados en la escala de Richter y sus dos réplicas de 5,0 y 5,2 grados a la 1:18 y 1:20 a. m., respectivamente, dañaron a la Catedral (debido a que su estructura no tiene vigas estriadas) dejándola inhabilitada para la celebración de los servicios religiosos, los que se trasladaron junto con la Curia Arzobispal a la Iglesia de Santo Domingo de las Sierritas, en las afueras de Managua, hasta 1993 cuando se inauguró la Nueva Catedral Metropolitana, obra del arquitecto mexicano Ricardo Legorreta frente al costado norte del Centro Comercial Metrocentro.ref name="Confidencial1"/>
Las 4 esferas del reloj de la torre de San Pablo quedaron marcando la hora del primer sismo.
El lado norte del edificio y las partes superiores de las torres fueron las más agrietadas; los vitrales se quebraron; fue saqueada por vándalos que se llevaron los cepillos, bancos, vasos sagrados y algunas imágenes. Otras, como las de Santa Marta, San Judas Tadeo, San Miguel Arcángel y la Virgen del Perpetuo Socorro fueron llevadas a la parroquia San Miguel Arcángel, en Residencial Las Brisas, ubicada en la zona occidental de la capital.
La de San Juan Bautista de La Salle fue trasladada por los Hermanos Cristianos al Instituto Pedagógico La Salle de Managua donde permanece hasta hoy, de acuerdo con el testimonio del Doctor Iván Guerrero Murillo, exalumno lasallista y abogado. Según el capítulo “Cristo sobre las ruinas”, del libro Un pueblo y su conductor (de Silvio Campos Martínez), Monseñor Obando (en su recorrido de 20 horas por las calles de la capital) llegó al templo a eso de las 10 de la mañana de ese día para ver los daños, pero no rescató algunas cosas de allí y las de la Curia. La capilla de la Escuela María Mazarello se convirtió provisionalmente en Catedral y más adelante a la iglesia Santo Domingo de las Sierritas.
Desde entonces quedó en abandono sin que pudiera restaurarse, pues al parecer a Monseñor Obando no le gustaba el edificio. Según testigos, en 1975 desapareció su techo de aluminio junto con el cielo raso.
El 20 de julio de 1979, en la celebración del triunfo de la Revolución Sandinista, los guerrilleros del Frente Sandinista de Liberación Nacional (FSLN) dispararon al aire y algunas balas impactaron contra la parte alta del campanario de San Pablo.
En los años 1980, hasta inicios de los años 1990, se convirtió en refugio de delincuentes, drogadictos y prostitutas. Las puertas de madera fueron arrancadas, lo que quedaba de los vitrales fue apedreado, pedazos de mármol fueron arrancados de sus altares al igual que las losas del piso, en este creció el monte; dentro tales personas hacían sus necesidades fisiológicas causando un mal olor en el templo.
En 1982 se exhumaron los restos de Monseñor Lezcano, muerto hacía 30 años, de la cripta de la Catedral encontrándose que su cuerpo estaba incorrupto. Se trasladaron a la Parroquia de Santa Ana, ubicada en el barrio del mismo nombre (en la zona occidental de la Capital), sepultándolos al lado derecho del Altar Mayor.
En contraste con la Catedral, el vecino Palacio Nacional (actual Palacio de la Cultura), ubicado en la esquina opuesta de la Plaza de la Revolución, se restauró.

## Recuperación y limpieza
Los asuntos políticos predominaron para que se hiciera una nueva Catedral de 1991 a 1993, durante el gobierno de Violeta Barrios de Chamorro, en vez de restaurarla. En 1995 se inició el proyecto de restauración con la limpieza del templo, se instalan el techo nuevo, losas nuevas del piso, las luces internas y externas, junto con los efectos de sonido del canto gregoriano en latín, los cuales emitían el Ángelus a las 6 de la tarde. Se quitaron las cuatro esferas del reloj, las cuales quedaron marcando la hora del primer sismo, y se colocaron en los sótanos del Palacio de la Cultura (ex Palacio Nacional). Se la convirtió en una especie de museo con exposiciones de arte sacro. A partir de noviembre de 2000 se cerró al público indefinidamente, debido a que varios pedazos de cemento se desprendieron de sus paredes a causa de la compactación del predio frente a su costado sur para hacer allí el aparcamiento del Palacio de la Cultura.

## Intento de restauración y daños por el sismo de 2014

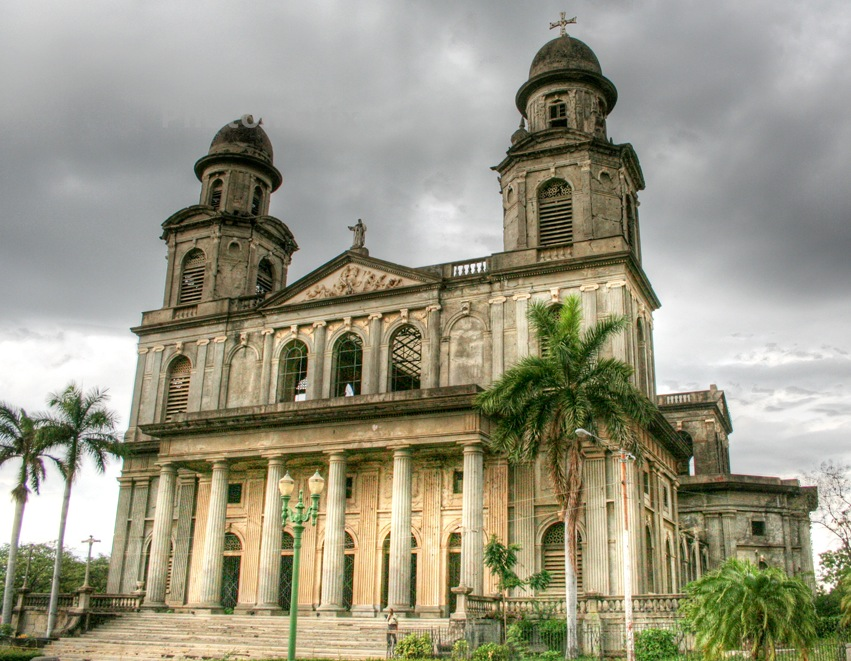
Antigua Catedral de Managua dañada por los terremotos de 1972 y 2014. A la izquierda la torre norte que resultó más dañada por el último sismo y sus réplicas.

En 2004 el presidente de México Vicente Fox, al hacer una visita oficial a Nicaragua, quedó impresionado por la belleza de la Catedral y le prometió al Presidente Enrique Bolaños Geyer enviar poco tiempo después a unos técnicos para restaurar la iglesia. El diagnóstico determinó que el abandono por parte de los anteriores gobiernos y la humedad le causaron más daños que el mismo terremoto. Se determinó que los gobiernos de Nicaragua, Francia, España, México y la Unesco (Organización de las Naciones Unidas para la Educación, la Ciencia y la Cultura por sus siglas en inglés) aportarían cada uno un millón de dólares, por lo que faltarían 2 millones más para completar los 7 millones. Pero todo quedó en agua de borrajas, pues aún no se ha restaurado y desde el terremoto de 1972 no le pertenece a la Arquidiócesis de Managua, sino al Estado, debido a que un decreto de la Junta Nacional de Gobierno en 1973 confiscó el centro de la capital prohibiendo la reconstrucción.
Recientemente la Antigua Catedral sufrió más daños por el terremoto de Nicaragua ocurrido a las 5:27 p. m. hora local del 10 de abril de 2014, de 6.2 grados, el cual tuvo su epicentro en el noroeste del lago Xolotlán y sus réplicas de las horas y días siguientes; sufrió nuevos desprendimientos de pedazos de concreto y grietas. Según testigos se desprendieron pedazos de concreto de la torre norte, la de San Pedro; el año anterior, 2013, el secretario general de la Alcaldía de Managua, Fidel Moreno, había mencionado el proyecto de su restauración. El descartó a inicios de mayo de 2014 su demolición pues otros edificios dañados por el terremoto de 1972 ya habían sido demolidos como los viejos edificios de La Prensa, el Calzado California y la Lotería Nacional; este último fue demolido de forma innecesaria pues prácticamente resistió el sismo de hace 4 décadas sin mayores daños.
El 21 de abril de 2022 un nuevo sismo de 6.8 grados, con epicentro en el océano Pacífico, causó desprendimientos en la torre sur, la de San Pablo.